# Frederik Breuer
Frederik Breuer (* 26. Februar 2002 in Bonn) ist ein deutscher Ruderer.

## Sportliche Karriere
Der 1,90 Meter große Frederik Breuer studierte an der University of California, Berkeley. Er rudert für die Bonner Ruder-Gesellschaft.
Beim Deutschen Meisterschaftsrudern 2021 gewann er zusammen mit seinen Bonner Mannschaftskameraden Paul-Eric Klapperich und Julius Lingnau sowie dem Waltroper Sören Henkel den Wettbewerb im Vierer ohne Steuermann. Alle vier Ruderer waren auch Mitglied des Achters, der 2001 den Meistertitel gewann.
Bei den Junioren-Weltmeisterschaften 2019 gehörte Breuer zu dem Vierer mit Steuermann, der den Titel mit 0,3 Sekunden Vorsprung vor der Crew aus Südafrika gewann. 2022 wurde Breuer in der gleichen Bootsklasse Vierter bei den U23-Weltmeisterschaften. Im Jahr darauf trat Breuer bei den U23-Weltmeisterschaften zusammen mit Paul-Eric Klapperich im Zweier ohne Steuermann an und belegte den siebten Platz. 2024 war Frederik Breuer Mitglied des Vierers ohne Steuermann, der bei der letzten Qualifikationsregatta für die Olympischen Spiele in Paris den dritten Platz belegte. Nur die ersten beiden Boote erruderten das Startrecht für die olympische Regatta. Breuer rückte danach kurzfristig in den Deutschland-Achter auf und belegte den vierten Platz bei der olympischen Regatta in Paris.